# 온드리아 핌브레스
온드리아 핌브레스(Aundrea Fimbres, 1983년 6월 29일 ~ )는 미국의 가수, 댄서이다.